# Méthode kangourou
Vous pouvez aider à l'améliorer ou bien discuter des problèmes sur sa page de discussion.
- Il relève du guide pratique, ce qui n'est pas de nature encyclopédique. Vous pouvez reformuler les passages concernés, ou remplacer ce bandeau par {{pour Wikibooks}}, {{pour Wikiversité}}, ou {{pour Wikivoyage}}, afin de demander le transfert vers un projet frère plus approprié. (Marqué depuis octobre 2020)
- Il doit être recyclé. La réorganisation et la clarification du contenu sont nécessaires. (Marqué depuis octobre 2020)

La méthode Kangourou ou méthode mère kangourou (MMK) est une méthode de soins et de maternage utilisée en néonatalogie.

## Description

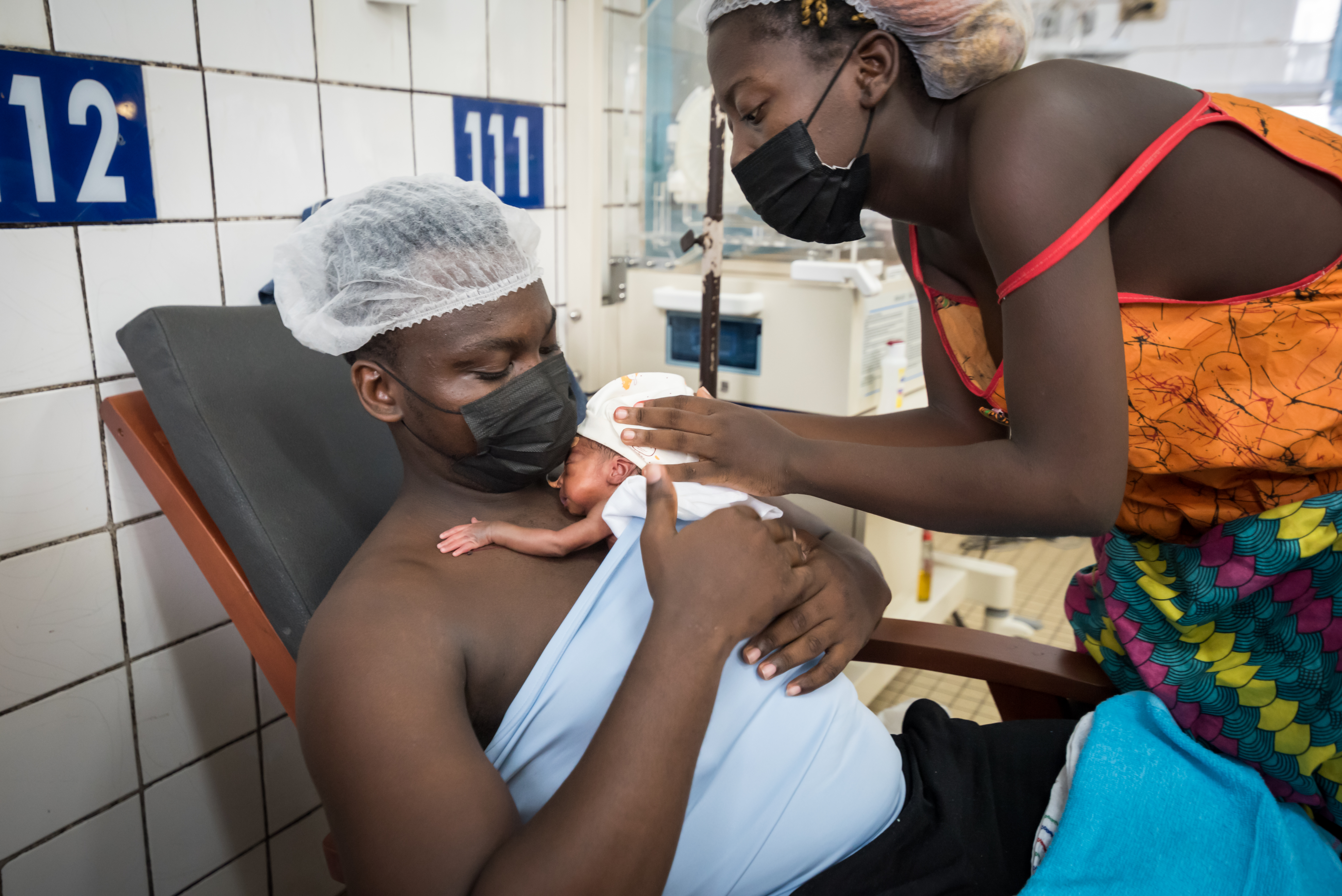
Méthode kangourou pratiquée au Cameroun.

La méthode kangourou permet de diminuer la mortalité notamment chez les prématurés de faible poids et elle est préconisée par l'OMS tout particulièrement dans les pays en voie de développement où les autres ressources sont limitées,,.   
Elle regroupe quatre composantes : un contact peau à peau précoce, continu et prolongé, un allaitement maternel exclusif, une sortie d'hôpital précoce et un soutien adéquat pour les parents et le bébé une fois à domicile,,.    
La composante la plus reconnue de cette pratique et la plus explorée est le contact peau à peau, qui consiste à placer le bébé peau contre peau au niveau du thorax et de l’abdomen du parent,. Cette méthode fait partie des soins centrés sur la famille puisqu’elle repose sur les compétences parentales, de plus, c’est une composante clé des soins du développement. La méthode kangourou a été soumise à de nombreuses recherches et est maintenant pratiquée partout dans le monde. Selon la Société française de néonatologie (SFN), « le peau à peau est un soin essentiel que peut réaliser les parents. [...] Ses nombreux bénéfices
sont clairement démontrés dans la littérature », et la SFN soutient sa diffusion dans les unités d'obstétrique et néonatalogie, tout en recommandant une formation des professionnels sur le sujet pour éviter les risques associés.

### Historique
La méthode kangourou est introduite par les Drs Edgar Rey Sanabria et Martinez en 1978 à Bogota en Colombie. Ils développèrent cette pratique comme une alternative aux incubateurs pour les nouveau-nés prématurés ou de faibles poids à la naissance. Au début, cette méthode était pratiquée par les mères,. À l’époque, la méthode kangourou avait comme objectif de remédier au manque de ressources telles que les incubateurs et d’essayer de diminuer les taux élevés d’infections et de mortalité néonatale,. Les parents, surtout les mères, devaient porter leur bébé 24 h sur 24 dans une poche ventrale telle un incubateur naturel, afin de permettre un maintien de la température du nouveau-né,. À la suite de plusieurs travaux de recherche, la méthode kangourou a démontré une multitude de bienfaits et fut reconnue par l’Organisation mondiale de la santé (OMS). En 2004, l’OMS produit même un guide pratique qui recommande l’adoption de la méthode kangourou dans les soins aux nourrissons, qu’ils soient prématurés ou à terme, malades ou en santé,,. Les recherches démontrent aussi que cette pratique a des bienfaits qu'elle soit appliquée par la mère ou par le père,.

## Prévalence/ Facteur de risque

### Philosophie et principes
Les soins du développement sont une approche qui permet l’intégration de la famille lors de la prestation de soins au nouveau-né. Cette approche a pour objectif la réduction du stress chez les bébés prématurés ou malades. Elle vise la poursuite du développement global de l’enfant en lui offrant des conditions de soins et de vie optimales. Les soins du développement regroupent un grand nombre de soins, techniques et manœuvres pour favoriser le développement du cerveau des nourrissons et réduire les problèmes de santé et l’impact négatif de l’environnement. Une des composantes fondamentales des soins du développement est la méthode kangourou. Cette méthode a elle aussi comme philosophie et comme approche d’être centrée sur la famille puisqu’elle repose entièrement sur les compétences parentales et sur la participation et l’implication des parents dans les soins prodigués à leur nourrisson,.
La Société française de néonatologie préconise une « pratique d’un peau à peau le plus précoce et le plus continu possible pour le bien-être et le développement des nouveau-nés ». Jérome Pignol, Véronique Lochelongue, et Olivier Fléchelles de l'unité de réanimation et néonatalogie au CHU de Fort-de-France estiment que, dans l'optique d'une promotion de la pratique dans les services de néonatalogie et soins intensifs, les parents doivent être informés des bénéfices du peau à peau dès les premiers entretiens.

### Type de clientèle
Au départ la méthode kangourou a été élaborée pour favoriser le taux de survie des nourrissons prématurés et de faible poids à la naissance dans des pays en voie de développement. Cette pratique permettait de réduire la mortalité, les maladies graves, les infections et la durée d’hospitalisation. Avec le temps et les recherches, cette pratique s'est élargie et vise maintenant les bébés prématurés, ceux à faible poids ou malades, mais aussi les bébés à terme et en santé autant dans les pays en voie de développement que dans les pays à revenu élevé. De plus, la méthode kangourou n’est plus seulement limitée aux mères, elle peut également être pratiquée par les pères,. L'OMS recommande sa pratique sur le plan mondial et la Société canadienne de pédiatrie suggère son implantation dans toutes les unités néonatales et obstétricales,,. Grâce à sa promotion et ses bienfaits, la méthode kangourou gagne en popularité à travers le monde.

## Signes et symptômes

### Bienfaits
La méthode kangourou est tout d’abord un moment intime entre le parent et son bébé. La liste de ses bénéfices est longue, cependant la majorité d’entre eux sont liés à la durée et à la fréquence des séances de peau à peau.
Le contact étroit entre la mère et son petit permet la création d’un lien unique et offre une expérience positive. Ce contact permet au bébé d’entendre des bruits familiers tels que les battements du cœur et les bruits des intestins de sa mère, sons qui sont très réconfortant pour lui .
Voici une liste non exhaustive des multiples bienfaits de la pratique du peau à peau.
L'amélioration de la stabilité des signes vitaux c'est-à-dire la stabilité du rythme cardiaque et de la respiration, une diminution de la fréquence des apnées pendant les séances, une stabilisation de la saturation en oxygène et une stabilisation et augmentation de la température (le peau à peau est la méthode la plus efficace pour prévenir l’hypothermie chez les nouveau-nés). L'amélioration et la stabilisation de la digestion qui s'observe par une meilleure prise de poids et une meilleure tolérance à l'alimentation. L'amélioration du sommeil : le nouveau-né a une sommeil plus profond et des périodes d'éveils plus calme. L'amélioration des interactions et des relations entre les parents et l'enfant qui se manifeste par une diminution des symptômes de dépressions et d'anxiété chez les mères. La prévention de l'hypoglycémie surtout si la méthode kangourou est débutée dès la naissance. Une diminution des risques d'infections, de la douleur, du stress, des pleurs et de la durée d'hospitalisation. Finalement, une amélioration de la production de lait maternel et de la durée de l'allaitement,,,,,,.  
Il est donc possible d’utiliser la méthode kangourou pour effectuer certains soins, tels que des prélèvements sanguins, des injections intramusculaires ou sous-cutanées, puisque cette méthode est reconnue comme étant un bon moyen de contrôle de la douleur.

## Interventions/ Traitements

### Durée des séances
Pour optimiser les bienfaits du peau à peau, il est recommandé que celui-ci dure un minimum de 60 minutes sans interruption, afin que le nourrisson puisse atteindre la phase du sommeil profond. C’est au cours de cette phase que le bébé grandit, récupère et assimile ce qu’il a vécu au cours de sa journée,. C’est donc au cours de cette phase que les bienfaits de la méthode sont le plus marqués. De plus des séances de moins de 60 minutes consécutives engendrent de multiples changements de positions et beaucoup de manipulations qui peuvent être pénibles pour le nouveau-né.

### Accessibilité
Le peau à peau est une pratique relativement simple ce qui la rend accessible au niveau mondial. Cependant, certains principes doivent être respectés pour la rendre sécuritaire, optimiser les bienfaits et faciliter sa pratique. C’est pourquoi certaines recommandations sont proposées par différentes associations, telles que la Société canadienne de pédiatrie et l’OMS, pour faciliter son implantation dans les unités de soins et ainsi la rendre encore plus accessible. Elles recommandent notamment que la méthode kangourou soit pratiquée le plus tôt, le plus souvent, et le plus longtemps possibles. De plus, les unités de soins doivent mettre à la disposition des parents des chaises confortables et offrir un environnement calme et intime. Et une procédure doit être mise sur pied et respectée lors du transfert du nouveau-né et pendant les séances de peau à peau,,.

### Mise en application et méthodologie
Des lignes de conduite peuvent être mises en place sur les unités de soins afin que la pratique encadrant la méthode kangourou soit constante et adaptée à la réalité du département.

#### Avant l'installation
Avant d’installer un parent en peau à peau avec son nourrisson certaines préparations doivent être faites pour favoriser l’expérience et le confort. Une préparation de l'environnement et du matériel peut être nécessaire, tel qu'une diminution de l'intensité de la lumière, de l'exposition au bruit, avoir à porter de main une couverture et un bonnet préalablement chauffé. Il est conseillé aux parents de se laver les mains et de retirer leurs bijoux pour protéger la peau du bébé,.

#### L’installation

##### Le transfert
Il existe deux techniques pour transférer le nouveau-né en méthode kangourou. Le transfert assis et le transfert debout. Le transfert assis, se définit par un membre du personnel soignant qui prend le bébé de son lit pour l’installer sur la poitrine du parent, celui-ci est déjà installé dans un fauteuil. Certaines situations exigent ce type de transfert, par exemple quand le parent est en fauteuil roulant ou lorsque la mère a subi une césarienne ou une épisiotomie. Le transfert debout ce fait  lorsque le parent vient lui-même prendre son bébé et le placer contre sa poitrine avant de s’asseoir dans un fauteuil. Cette technique permet de renforcer l’autonomie des parents et limite les manipulations. Cela permet de réduire la surstimulation du nouveau-né et augmente les chances qu’il tolère mieux le transfert. Effectivement, le parent se penche au-dessus du lit de son enfant pour le coller directement sur sa poitrine, ce qui permet de limiter le temps où le nouveau-né passe en suspens dans les airs. Les gestes doivent être effectués avec douceur et lenteur pour ne pas perturber le nouveau-né. Pendant ce type de transfert un membre du personnel soignant guide le parent dans son processus et aide au déplacement du matériel tel que les tubes et les fils. 
Certains bébés semblent ne pas bien tolérer la méthode kangourou, en fait ce n’est pas la méthode comme telle qui n’est pas bien tolérée, mais le transfert. Le transfert implique souvent beaucoup de manipulations et une position de suspension dans les airs, ce qui peut occasionner une surstimulation du nouveau-né. Parfois les transferts sont faits de manière rapide ce qui est déstabilisant. Comme le bébé prématuré est encore immature, sa réponse à ces surstimulations est parfois retardée. Il est donc très important de manipuler l’enfant avec soins et douceur et d’effectuer des gestes lents,. 

##### Positionnement
Il existe deux types de position sur le thorax du parent. La première position développée pour la méthode kangourou est celle du nouveau-né dont le thorax et l’abdomen sont positionnés entre les seins du parent en peau à peau. Le nouveau-né est donc à la verticale sur son parent et sa tête est tournée sur le côté,. Une seconde position a maintenant vu le jour, il s’agit de positionner le nouveau-né en flexion diagonale, c’est-à-dire d’installer le bébé en diagonale ventre à ventre avec la tête près d’un sein et de soutenir l’enfant avec l’aide d’un outil de portage, tel qu’un cousin, une écharpe ou un tube de positionnement. Cette position diminuerait l’agitation chez les prématurés et favoriserait le sommeil profond en plus de permettre de libérer les mains des parents,,. 

##### Fauteuil
Les chaises berçantes et les chaises droites que l’on retrouve généralement sur les départements de soins néonataux sont peu confortables pour la pratique de la méthode kangourou. Elles sont souvent lourdes à déplacer pour le personnel soignant et peu adaptées à la pratique du peau à peau. Les parents se retrouvent souvent avec des douleurs au niveau du coccyx et des faiblesses au niveau des muscles des bras et des épaules, ce qui les décourage souvent et entraîne une diminution de la pratique de la méthode kangourou. Pour pallier ces désagréments, il est recommandé d’utiliser les chaises zéro-gravité, qui basculent en arrière,. Ces chaises, créées par la NASA, diminuent les tensions au niveau de la colonne vertébrale et favorisent la circulation sanguine surtout au niveau des jambes. L’utilisation de ces chaises permet de placer le bébé presque à l’horizontale ce qui libère sa cage thoracique et améliore la ventilation et le développement neuromoteur. Ces chaises permettent d'allonger la durée quotidienne consacrée à la méthode kangourou, et rendent la pratique de la méthode kangourou suffisamment sécuritaire pour permettre aux parents pratiquant le peau à peau de dormir avec son enfant sur soi.

#### Après la méthode kangourou
Une fois la séance de peau à peau terminée, le nouveau-né doit retourner dans son lit ou son incubateur. Les méthodes de transfert sont les mêmes que lors de l’installation. Il est important d’informer le bébé des étapes qui vont suivre pour lui permettre de se préparer au changement et pour le rassurer. Lorsque l’enfant est de retour dans son environnement, il faut prévoir d’appliquer une méthode de retour au calme pour lui laisser le temps de se réorganiser et de s’endormir.

## Méthodes diagnostiques

### Critères d’exclusion
Malgré les nombreux bénéfices de la méthode kangourou, certains bébés ne peuvent en profiter. En effet, il existe certains critères d’exclusion qui doivent être analysés, évalués et appliqués selon l’état du patient et selon les ressources disponibles dans les services de soins. Il s’agit donc d’analyser chaque patient en cas par cas de manière à individualiser les soins (soins de confort, soins palliatifs, post-opératoire).
Le nouveau-né peut nécessiter un taux élevé d'humidité, ce qui peut exclure la pratique de la méthode kangourou, à moins de le placer dans un sac plastique lors de la séance de peau à peau comme lors des manœuvres de réanimation de grand prématuré. Si le bébé est sous ventilation haute fréquence avec circuit rigide, ce ventilateur limite les déplacements du nourrisson, et cela peut donc être un autre critère d'exclusion. Si des drains thoraciques sont présents, ils peuvent se déplacer, causer de la douleur, et perdre de leurs efficacités. La présence de voies centrales au niveau de l'artère ombilicale rend également les manipulations du nouveau-né difficile puisque les risques de saignements sont augmentés. Lorsque le nouveau-né souffre d'une malformation abdominale externe telle qu'un omphalocèle ou de gastroschisis, cela peut conduire aussi à ne pas utiliser la méthode kangourou. Cela est aussi le cas lorsque les nouveau-nés souffrent d’Hyperbilirubinémie (jaunisse) et nécessitant des lampes de photothérapie. Cependant, il est possible que le parent puisse tout de même pratiquer la méthode kangourou à condition que le nouveau-né n’ait pas de couverture et que les lampes soient orientées vers le bébé et le parent. Le parent doit porter des lunettes de soleil adaptées et le nouveau-né ne doit pas être trop prématuré, car il risque une grande perte de chaleur puisqu’aucune couverture ne peut être utilisée. Certaines unités ont a leur disposition le dispositif bilisoft (une couverture à photothérapie) qui pourrait être utilisé lors de la méthode kangourou,.

### Barrières
Bien que les recherches aient démontré un grand nombre de bénéfices à la méthode kangourou, celle-ci n’est pas encore appliquée et encouragée dans toutes les unités de soins néonataux. Effectivement, il existe un certain nombre d’obstacles à l'application de la méthode kangourou tel que le manque de formation du personnel, le manque de personnel pour effectuer le transfert et positionner le nourrisson de manière sécuritaire, le manque d'explication offert aux parents sur les avantages de la méthode, le manque de disponibilité des parents. D'après la Société canadienne de pédiatrie, les obstacles à la pratique de la méthode kangourou varient d'une pouponnière à l'autre. La promotion de la méthode kangourou peut être peu présente en raison d'un manque de connaissance des professionnels sur ses bienfaits. Certains établissements manquent de matériel tel que des chaises confortables et d'espace. De plus, certains professionnels de soin ont de fausses croyances : que la méthode kangourou nécessite plus de temps, de surveillance, que les nouveau-nés plus vieux ou plus gros n’en ont pas besoin. Finalement, l'état de santé du bébé peut limiter les manipulations surtout si celui-ci est trop instable, sans oublier qu'il peut exister un manque de soutien de la famille élargie et de la société sur la pratique du peau à peau,,,,.
Selon Sciences et avenir, en 2017, la méthode kangourou est très peu utilisée en France car il n'y a pas assez de possibilités d'hébergement des mères auprès de leurs bébés : pour pallier ce problème, il faudrait que les services de néonatalogie se réorganisent.

## Suivi
La méthode kangourou est une pratique qui a, à de multiples reprises, démontré ses bienfaits pour le développement de tous les types de nouveau-nés. De plus, elle favorise la création d’un lien d’attachement entre les parents et leur enfant. 
Selon l'association « Peau à peau », le soutien des professionnels de santé aux parents qui veulent expérimenter la méthode est essentiel : les parents ont besoin d'être accompagnés de manière personnalisée et respectueuse afin de se sentir en confiance, et ils doivent être informés avec tact pour pouvoir faire un choix éclairé, celui qui leur convient le mieux. Selon la Société canadienne de pédiatrie, « il existe des publications » concernant la méthode kangourou appliquée aux nourrissons prématurés qui suggèrent « une démarche d’équipe personnalisée et interprofessionnelle pour déterminer si le nourrisson et ses parents sont prêts à la méthode kangourou ». D'après l'association Peau à peau, informer les parents avant la naissance de l'enfant en leur présentant « très tôt le portage ventral, latéral et dorsal comme allant de soi les aide à surmonter leurs craintes et favorise leur autonomie ». Et l'association estime que, « comme toute pratique sociale », le portage nécessite d'être transmis. Si les parents sont intéressés par la pratique de la méthode kangourou, les infirmières peuvent les rendre autonomes en leur enseignant les techniques de transfert, leur fournir des informations nécessaires afin de maximiser leurs apprentissages, les soutenir selon leurs besoins. Les infirmières peuvent valoriser le rôle des parents, leur démontrer leurs forces et les effets positifs de leur présence sur le bien-être de l’enfant. Lors des séances de peau à peau, il est de la responsabilité de l’infirmière de chevet de s’assurer que le positionnement du nourrisson est sécuritaire et adapté à sa condition de santé. Son rôle est également de suivre les signes vitaux de l’enfant et contrôler sa température afin de prévenir les hypothermies. L’infirmière s’assure du confort du nouveau-né et évalue sa tolérance à la séance de peau à peau. Un nouveau-né qui augmente ses besoins en oxygène, qui fait des bradycardies ou des périodes d’apnée plus fréquentes ou plus profondes pourrait nécessiter une évaluation et une surveillance supplémentaire de la part de l’infirmière. Pour assurer le succès de la méthode kangourou, le soutien, la collaboration et la participation du personnel soignant sont essentiels. Il est donc important que le personnel soit flexible dans les soins à prodiguer au bébé, afin de maximiser la fréquence et la durée des périodes de peau à peau.